# Jaroslav Křička
Jaroslav Křička, né le 27 août 1882 à Kelč et décédé le 23 janvier 1969 à Prague, est un compositeur tchécoslovaque.

## Carrière
Jaroslav Křička étudie d'abord à Prague où il est l'élève de Karl Knittl et Karel Stecker. Il complète sa formation à Berlin (1905-1906). De 1906 à 1909, il est professeur de composition à Jekatarinoslaw, aujourd'hui Dnipropetrovsk où il fréquente Glazounov et Taneyev. De 1911 à 1920, il est maître de chapelle à Prague. Dès 1922 il y dirige le Chœur philharmonique. Il crée notamment des œuvres de Leoš Janáček, Vítězslav Novák et Otakar Jeremiáš. De 1919 à 1945, il enseigne au Conservatoire de Prague, dont il est le directeur à partir de 1942. Après 1945, il se consacre entièrement à la composition.
Křička est l'auteur d'opéras, de musique de film et de scène, de deux symphonies, d'une sérénade à cordes, d'un concerto pour violon, de la musique de chambre et des chansons pour enfants. Lors des Jeux olympiques d'été de 1936, il remporte la médaille de bronze dans le concours de composition pour sa suite Horácká.

## Œuvres principales
- Zmoudření Dona Quijota, 1914
- Hipolyta, opéra de chambre, 1916
- Ogaři, opéra pour enfants, 1918
- Bílý pán aneb Těžko se dnes duchům straší, 1929
- Tlustý pradědeček, lupiči a detektývové aneb Dobře to dopadlo, Singspiel, 1932
- České jesličky, jeu de Noël, 1937
- Hra na květinky, A-o-i-e-u, jaro už je tu!, 1937
- Král Lávra, 1939
- Psaníčko na cestách et Oživlé loutky, 2 petits Singspiels pour enfants
- Jáchym a Juliána, opéra, 1948
- Zahořanský hon, opéra comique, 1949
- Český Paganini aneb Slavík a Chopin, opérette, 1951
- Kolébka, comédie musicale, 1950
- Tichý dům, opérette, 1952
- Polka vítězí, opérette, 1954
- Cirkus Humberto, 1955
- Kalhoty, 1962

## Musiques de films
- Jarní píseň, 1944

## Source de traduction
- (de) Cet article est partiellement ou en totalité issu de l’article de Wikipédia en allemand intitulé « Jaroslav Křička » (voir la liste des auteurs).